# Heligmonevra elaphra
Heligmonevra elaphra är en tvåvingeart som beskrevs av H. Oldroyd 1972. Heligmonevra elaphra ingår i släktet Heligmonevra och familjen rovflugor. Inga underarter finns listade i Catalogue of Life.